# Massaker von Ofakim

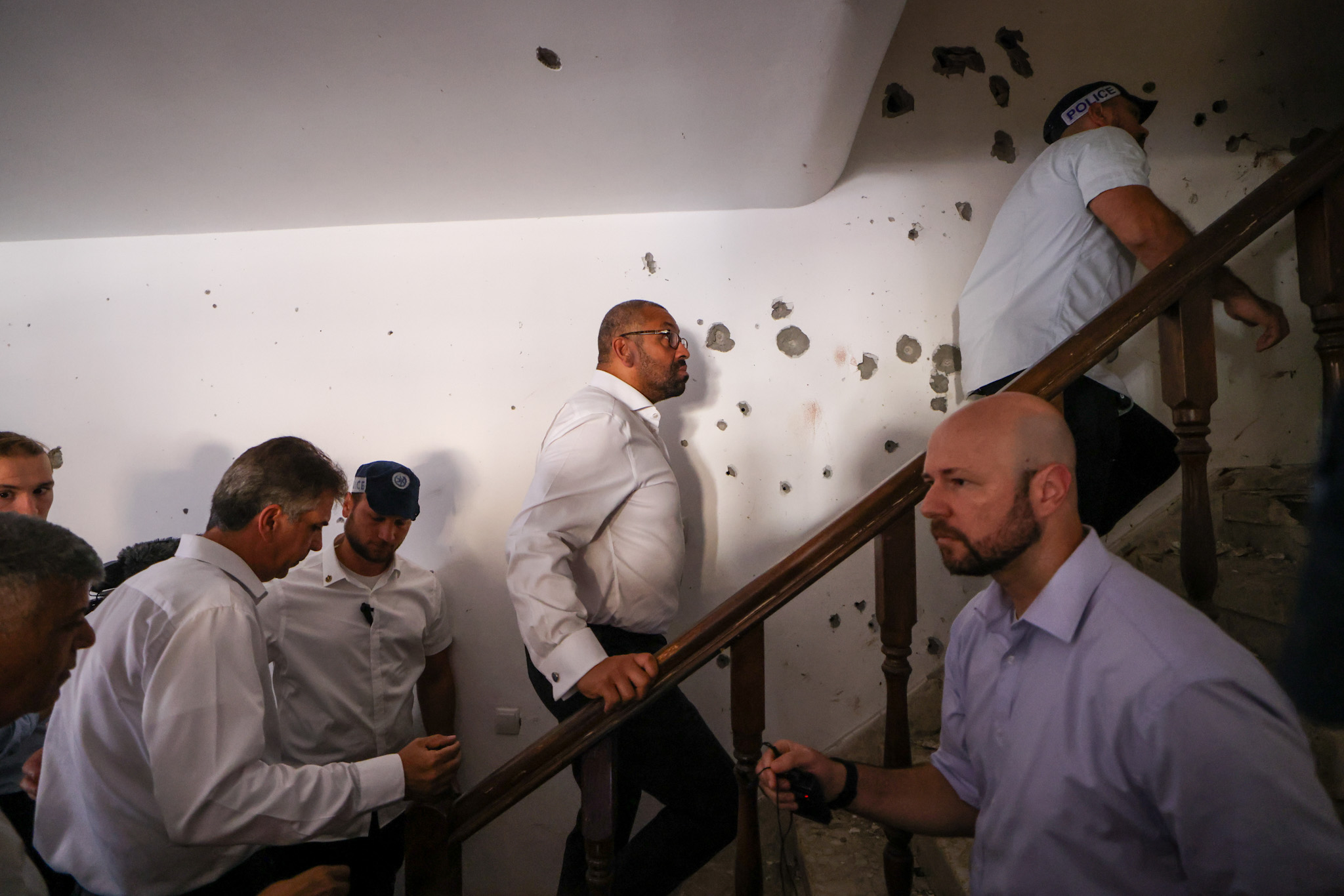
Der britische Innenminister James Cleverly (Bildmitte, mit Brille) besucht mit Israels Außenminister Eli Cohen (links im Vordergrund) das Haus der Familie Edri in Ofakim.

Das Massaker von Ofakim ereignete sich während des Terrorangriffs der Hamas auf Israel am 7. Oktober 2023 in der Kleinstadt Ofakim in Israels Südbezirk. Palästinensische Terroristen der Hamas waren nach Durchbrechen der Sperranlagen um den Gazastreifen in die Stadt eingedrungen und töteten 33 Israelis, darunter 25 Zivilisten und acht Sicherheitskräfte. Es handelte sich um den am weitesten vom Gazastreifen entfernten Ort, den die Terroristen am Tag des Angriffs erreichten. Die Kämpfe in den Straßen endeten erst mit der Tötung der letzten Angreifer in die Morgenstunden des folgenden Tages, wobei das Stadtgebiet erst nach drei Tagen für vollständig gesichert erklärt wurde.

## Lage und Beschreibung
Ofakim wurde 1955 gegründet, erhielt 1995 den Stadtstatus und nimmt eine Fläche von rund 10 km² ein. Die Stadt befindet sich mehr als 20 km von der Ostgrenze des Gazastreifens entfernt und hatte zum Zeitpunkt des Angriffs über 35.000 Einwohner.

## Terrorangriff der Hamas
Am 7. Oktober 2023 gegen 6:30 Uhr Ortszeit begann der Angriff der Hamas mit einem Raketenbeschuss auf Zentral- und Südisrael, wobei es auch in Ofakim zur Auslösung von Raketenalarm (Farbe Rot) kam, wobei kurz darauf Terroristen an zahlreichen Stellen die Grenzanlagen durchbrachen. Zwei weiße Pick-ups mit 15 Kämpfern der Hamas-Eliteeinheit Nuchba überquerten daraufhin die Grenze nach Israel, fuhren über die Regionalstraße 241 in Richtung Ofakim und drangen rund eine halbe Stunde nach Angriffsbeginn in den Westteil der Stadt ein. Die spätere Untersuchung der israelischen Streitkräfte stellte fest, dass der Angriff auf die Stadt, laut sichergestellten Unterlagen der Hamas, mit einer noch größeren Zahl von Angreifern erfolgen sollte. Jedoch sei zumindest ein Teil der ursprünglich für den Angriff auf Ofakim abgestellten Kräfte spontan oder strategisch zum nahegelegenen Supernova-Festival abkommandiert worden, um die dort festgestellte Menschenansammlung anzugreifen. 
Die in das westliche Viertel Mishor HaGefen von Ofakim vorgedrungenen Terroristen verteilten sich in kleine Gruppen, welche in Gebäude eindrangen und das Feuer auf Menschen in den Straßen eröffneten. Da es in weiten Teilen des Viertels keine privaten Schutzunterkünfte gab, versuchten viele der Bewohner aufgrund des Raketenalarms in öffentliche Schutzanlagen zu fliehen, wobei sie sich unwissentlich dem Beschuss der Angreifer aussetzten. Eine Gruppe der Terroristen drang in ein Haus in der Straße HaTamar ein und nahm das Ehepaar Edri als Geiseln. Die israelischen Sicherheitskräfte waren auf den Angriff nicht vorbereitet. Es befanden sich keine Kräfte der israelischen Streitkräfte (IDF) in Bereitschaft, welche die Terroristen an der Infiltration hindern oder in der Stadt abfangen konnten. Die Hauptlast der Verteidigung wurde von lokalen Polizeikräften, dienstfreien Soldaten, Kadetten des nahegelegenen Offiziersausbildungsstützpunktes Bahad 1 und bewaffneten Zivilisten getragen. Diese schlossen sich zu kleinen Gruppen ohne einheitlicher Führung zusammen, griffen ab 7:15 Uhr eigenständig lokalisierte Terroristen an und konnten bis gegen 10:45 Uhr die im Freien operierenden Schützen neutralisieren, wobei in den Schusswechseln auch acht israelische Sicherheitskräfte getötet wurden. Erschwert wurden die Kämpfe durch die engen Straßen und die Bebauung, die schwierige Freund-Feind-Erkennung durch die Anwesenheit teils bewaffneter Zivilisten und das Fehlen klarer Kampfschauplätze. Laut IDF-Untersuchungsbericht hatten die Terroristen ab 7:06 Uhr 25 Zivilisten auf der Promenade Peduim, sowie in den Straßen HaGoren, Pri Megadim, Ha Kramim, HaTamar und Ha’chita ermordet. Unter den Getöteten befand sich das renommierte Physiker-Ehepaar Gredeskul. Der provisorisch organisierte Widerstand habe dem Bericht nach die Angreifer letztlich aufgehalten und eine wesentlich höhere Zahl an Todesopfern verhindert. Die israelischen Streitkräfte hingegen hätten ihre Mission zur Verteidigung der Stadt nicht erfüllt.
Das Haus in der HaTamar-Straße, in welchem sich vier Terroristen mit den Eheleuten Edri als Geiseln verschanzt hatten, wurde ab der Mittagszeit von der paramilitärischen Grenzpolizeieinheit JAMAM umstellt und am 8. Oktober gegen 2:25 Uhr gestürmt, wobei die Terroristen getötet und die beiden Geiseln befreit werden konnten. Der letzte Terrorist wurde rund eine Stunde später in der Nachbarschaft lokalisiert und neutralisiert. Noch am selben Tag traf sich Verteidigungsminister Joaw Galant mit israelischen Streitkräften in Ofakim. Die Sicherheitsmaßnahmen dauerten noch tagelang an, während die israelischen Streitkräfte Häuser durchsuchten, um alle verbleibenden Bedrohungen zu beseitigen. Erst drei Tage nach dem ersten Angriff wurde die Stadt für vollständig geräumt erklärt.